# Miejsce Piastowe
Miejsce Piastowe is een dorp in het Poolse woiwodschap Subkarpaten, in het district Krośnieński (Subkarpaten). De plaats maakt deel uit van de gemeente Miejsce Piastowe en telt 2000 inwoners.